# Élections législatives de 2002 à Saint-Pierre-et-Miquelon
Les élections législatives françaises de 2002 se déroulent les 9 et 16 juin. Dans le territoire de Saint-Pierre-et-Miquelon, un député est à élire dans le cadre d'une circonscription.

## Élus
| Circonscription        | Député sortant | Parti | Parti | Député élu ou réélu | Parti | Parti |
| ---------------------- | -------------- | ----- | ----- | ------------------- | ----- | ----- |
| Circonscription unique | Gérard Grignon |       | AD    | Gérard Grignon      |       | AD    |

## Résultats

### Résultats à l'échelle de la collectivité
| Parti                                                        | Parti                             | Premier tour | Premier tour | Second tour | Second tour | Sièges |
| Parti                                                        | Parti                             | Voix         | %            | Voix        | %           | Sièges |
| ------------------------------------------------------------ | --------------------------------- | ------------ | ------------ | ----------- | ----------- | ------ |
|                                                              | Union pour un mouvement populaire | 1 606        | 50,95        | 2 356       | 69,17       | 1      |
|                                                              | Démocratie libérale               | 207          | 3,39         |             |             | 0      |
|                                                              | Divers droite                     | 22           | 0,70         | 0           |             |        |
|                                                              | Majorité présidentielle           | 1 735        | 55,04        | 2 356       | 69,17       | 1      |
|                                                              |                                   |              |              |             |             |        |
|                                                              | Parti socialiste                  | 608          | 19,29        | 1 050       | 30,83       | 0      |
|                                                              | Parti radical de gauche           | 465          | 14,75        |             |             | 0      |
|                                                              | Divers gauche                     | 330          | 10,47        | 0           |             |        |
|                                                              | Gauche parlementaire              | 1 403        | 44,51        | 1 050       | 30,83       | 0      |
|                                                              |                                   |              |              |             |             |        |
|                                                              | Mouvement national républicain    | 14           | 0,44         |             |             | 0      |
|                                                              |                                   |              |              |             |             |        |
| Inscrits                                                     | Inscrits                          | 4 824        | 100,00       | 4 822       | 100,00      | 1      |
| Abstentions                                                  | Abstentions                       | 1 610        | 33,37        | 1 219       | 25,28       |        |
| Votants                                                      | Votants                           | 3 214        | 66,63        | 3 603       | 74,72       |        |
| Blancs et nuls                                               | Blancs et nuls                    | 62           | 1,93         | 197         | 5,47        |        |
| Exprimés                                                     | Exprimés                          | 3 152        | 98,07        | 3 406       | 94,53       |        |
| Source : Ministère de l'Intérieur - Saint-Pierre-et-Miquelon |                                   |              |              |             |             |        |

### Résultats par circonscription
| Candidat                          | Candidat                     | Parti          | Premier tour | Premier tour | Second tour | Second tour |  |
| Candidat                          | Candidat                     | Parti          | Voix         | %            | Voix        | %           |  |
| --------------------------------- | ---------------------------- | -------------- | ------------ | ------------ | ----------- | ----------- |  |
|                                   | Gérard Grignon sortant réélu | AD             | 1 388        | 44,04        | 2 356       | 69,17       |  |
|                                   | Karine Claireaux             | PS             | 608          | 19,29        | 1 050       | 30,83       |  |
|                                   | Annick Girardin              | CSA            | 465          | 14,75        |             |             |  |
|                                   | André Urtizberea             | Divers gauche  | 330          | 10,47        |             |             |  |
|                                   | Bernard Le Soavec            | AD             | 218          | 6,92         |             |             |  |
|                                   | Jean-Bertrand Gauvain        | DL             | 107          | 3,39         |             |             |  |
|                                   | Jean-Marc Gutelle            | Divers droite  | 22           | 0,7          |             |             |  |
|                                   | Annick Perrin-Jassy          | MNR            | 14           | 0,44         |             |             |  |
|                                   |                              |                |              |              |             |             |  |
| Inscrits                          | Inscrits                     | Inscrits       | 4 824        | 100,00       | 4 822       | 100,00      |  |
| Abstentions                       | Abstentions                  | Abstentions    | 1 610        | 33,37        | 1 219       | 25,28       |  |
| Votants                           | Votants                      | Votants        | 3 214        | 66,63        | 3 603       | 74,72       |  |
| Blancs et nuls                    | Blancs et nuls               | Blancs et nuls | 62           | 1,93         | 197         | 5,47        |  |
| Exprimés                          | Exprimés                     | Exprimés       | 3 152        | 98,07        | 3 406       | 94,53       |  |
| Source : Ministère de l'Intérieur |                              |                |              |              |             |             |  |